# Colibrí gorjablanc
El colibrí gorjablanc (Leucochloris albicollis) és una espècie d'ocell de la subfamília dels troquilins (Trochilinae) dins la família dels troquílids (Trochilidae) i única espècie del gènere Leucochloris (Reichenbach, 1854). Habita boscos i matolls del sud-est del Brasil, el Paraguai, Uruguai i nord-est de l'Argentina.